# Бронув (Великопольське воєводство)
Бронув (пол. Bronów, нім. Wallmannshof) — село в Польщі, у гміні Плешев Плешевського повіту Великопольського воєводства.
Населення — 311 осіб (2011).
У 1975-1998 роках село належало до Каліського воєводства.

## Демографія
Демографічна структура станом на 31 березня 2011 року:
|          | Загалом | Допрацездатний вік | Працездатний вік | Постпрацездатний вік |
| -------- | ------- | ------------------ | ---------------- | -------------------- |
| Чоловіки | 154     | 30                 | 113              | 11                   |
| Жінки    | 157     | 33                 | 93               | 31                   |
| Разом    | 311     | 63                 | 206              | 42                   |